# Académie de Reims
Pour la société savante, voir Académie nationale de Reims.
L’académie de Reims est une circonscription éducative, gérée par un recteur. Elle regroupe les ensembles scolaires des départements des Ardennes, de l’Aube, de la Marne et de la  Haute-Marne. Le rectorat est situé à Reims.

## Recteurs
- de 1962 à 1967 : Yves Séguillon
- de 1967 à 1973 : Jean Gay
- de 1973 à 1975 : Alice Saunier-Seïté
- de 1976 à 1981 : Jean-Louis Boursin
- 1981 : Rolande Gadille
- de 1981 à 1983 : Christian Forestier
- de 1983 à 1987 : Michèle Sellier
- de 1987 à 1989 : Christian Labrousse
- de 1989 à 1992 : Christian Philip
- de 1992 à 1993 : André Varinard
- de 1993 à 1995 : Édouard Bridoux
- de 1995 à 1998 : François Hinard
- de 1988 à 2000 : André Lespagnol
- de 2000 à 2003 : Daniel Bloch
- de 2003 à 2007 : Ali Bencheneb
- de 2007 à 2011 : Alexandre Steyer
- de 2011 à 2015 : Philippe-Pierre Cabourdin
- de 2015 à février 2020 : Hélène Insel
- de février à novembre 2020 : Agnès Walch Mension-Rigau
- de 2020 à 2023 : Olivier Brandouy
- depuis 2023 : Vincent Stanek